# Inna Žukovová
Inna Žukovová vlastním jménem Inna Ivanovna Žukova (* 6. listopadu 1986 Krasnodar, Sovětský svaz ) je běloruská moderní gymnastka. Druhá z olympijských her 2008 v Pekingu.
Kariéra
Její talent objevila v roce 1990, známá běloruská trenérka Irina Leparskaja. Na hrách v Athénách byla 7, ale už tehdy všechny oslovila. O čtyři roky později skončila těsně za Jevgenijou Kanajevovou na druhém místě. Gymnastiku už nedělá. Snažila se uplatnit jako trenérka a částečně se jí to povedlo. Trénuje děti v Minsku. V současné době je vdaná.
Osobní život
Mezi její nejlepší kamarádky patří: krajanky Melitina Staniouta a Ljubov Čarkašinová.